# Hernán Cortés

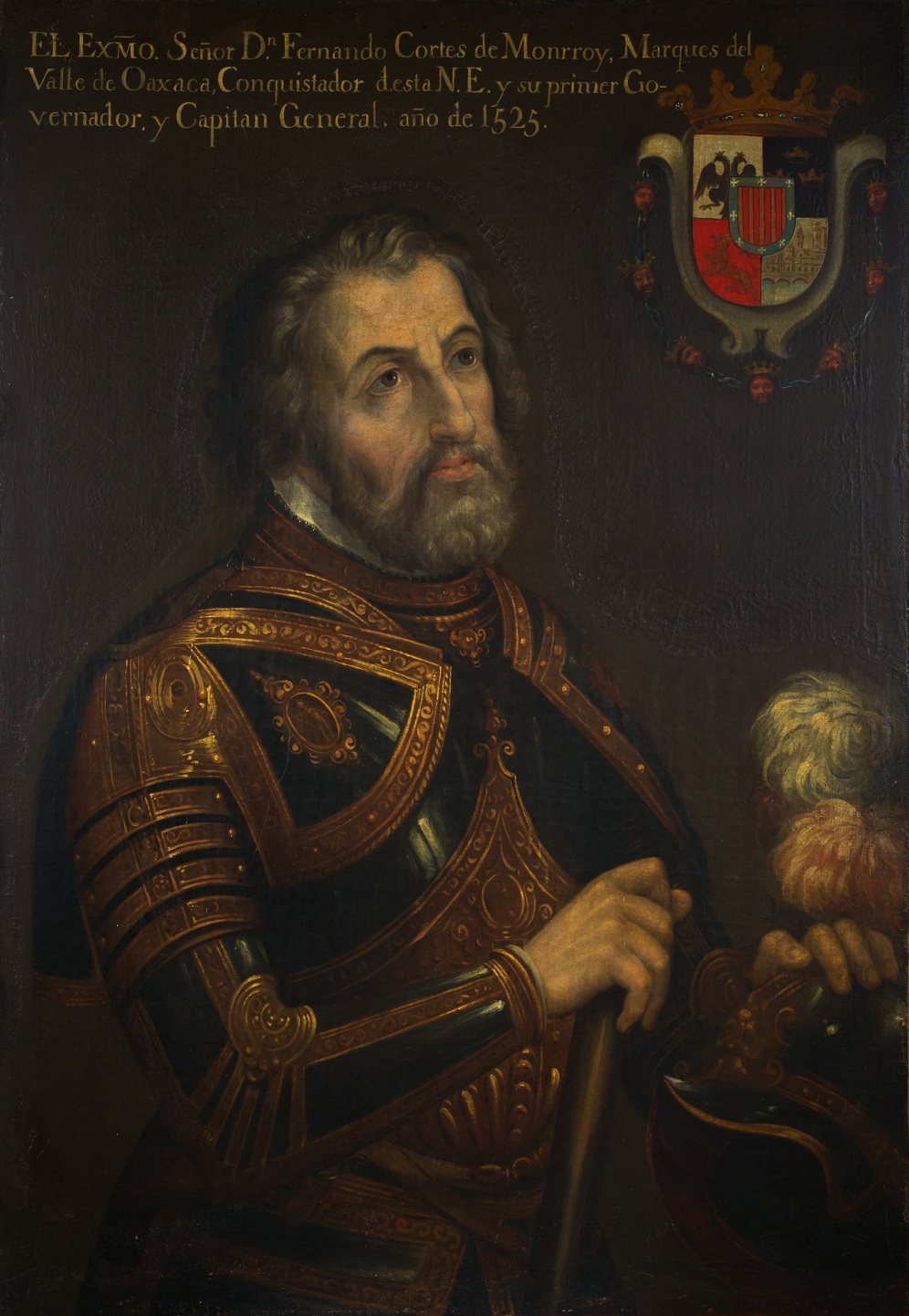
Hernán Cortés

Hernán Cortés de Monroy Pizarro Altamirano, marqués del Valle de Oaxaca, znany również jako: Hernando, Fernando lub w Polsce Ferdynand, nazwisko czasem jest pisane Cortez (ur. najprawdopodobniej ok. 1485 w Medellín, w prowincji Badajoz, Estremadura, zm. 2 grudnia 1547 w Castilleja de la Cuesta, w prowincji Sewilla) – hiszpański konkwistador, znany przede wszystkim jako zdobywca Meksyku. Jego czyny zostały opisane we wspomnieniach Bernala Díaza del Castillo.

## Życiorys

### Młodość
Mając dziewiętnaście lat, przybył na Hispaniolę w Indiach Zachodnich. W 1511 uczestniczył w ekspedycji Diego de Velazqueza, która podbiła dla Hiszpanii Kubę. Na Kubie Cortés spędził 8 lat – był wtedy sekretarzem i przyjacielem jej gubernatora Velazqueza; w tym czasie ożenił się z Cataliną Xuarez.
Kiedy na Kubę dotarły wiadomości o złotodajnych, bogatych terenach po drugiej stronie Morza Karaibskiego, Cortés zorganizował ekspedycję przy pomocy Velazqueza, z którym jednak popadł w konflikt zaraz po opuszczeniu Kuby (18 lutego 1519). Dalsza ekspedycja pozostała więc jego osobistym przedsięwzięciem.

### Podbój Meksyku
W 1519 Cortés wylądował na wybrzeżu Meksyku, w miejscu, gdzie dziś leży miasto Veracruz. Gdy przybył, przywitali go emisariusze Montezumy II, Cortés zaprosił ich wtedy na mszę wielkanocną i wyjaśnił, że reprezentuje króla Karola, który chce nawiązać kontakty dyplomatyczne i handlowe z Aztekami. Podczas spotkania doszło do kłótni, gdy Aztekowie chcieli dodać ludzkiej krwi do jedzenia. Cortés nakazał wtedy wysadzić swoje okręty, wcześniej oznajmiając swym ludziom, że mogą odpłynąć na Kubę, jeśli nie chcą walczyć, wszyscy jednak odmówili. 
Przewaga Indian wynosiła 10 000 do 1, jednak wielu nie chciało walczyć z Cortésem z powodu brutalnych ofiar z ludzi, które przeprowadzali Aztekowie. Część Indian, którzy nienawidzili Azteków, przyłączyło się do przybyszów, aby mieć szansę na odwet. Po kilku miesiącach zawarł przymierze z lokalnymi plemionami Tlaxcala, Huejotzincan i innymi.
Cortés zajął stolicę Azteków – Tenochtitlan bez walki (18 listopada 1519 r.), tłumy Indian się temu przyglądały, najzacniejsi mieszkańcy witali zdobywców, sam Montezuma II przywitał się z Cortésem. Hiszpanie zostali zakwaterowani w pałacu Axayacatla, naprzeciwko świątyni ku czci Huitzilopochtli. Po drugiej stronie pałacu znajdowały się zwierzęta, którym podrzucano ciała ludzi złożonych w ofierze, co więcej strumienie krwi spływały ze stopni świątyni, to wszystko przeraziło Hiszpanów.
13 listopada w niedzielę po mszy, postanowili wspiąć się na świątynie, ujrzeli posągi azteckich bogów, którym złożono tysiące istnień. Dwa dni później Cortés uznał, że należy aresztować Montezumę jako zakładnika, gdyż obawiał się, że zostaną wybici przez Azteków. Pomimo tego wciąż składano ofiary z ludzi, aż do stycznia 1520, gdy król Azteków zgodził się ustawić ołtarz, krzyż i wizerunek Matki Boskiej wewnątrz świątyni. W reakcji na to kapłani zagrozili wojną, jeśli nie pozwoli im się składać ofiar z ludzi i nie usunie się chrześcijańskich symboli. Pomimo tego przez następne 3 miesiące nie złożono żadnej ofiary z człowieka.
W mieście sytuacja była jednak napięta, co było po części spowodowane nieobecnością Cortésa. Kolejne oddziały Hiszpanów wylądowały, a ich dowódca Narvaez miał przejąć tymczasowo stanowisko Hernana. Niedługo potem zastępca Corteza, Pedro Albarado, dokonał rzezi kilkuset Indian, gdy dowiedział się o domniemanym planowaniu ataku na Hiszpanów.
Gdy Cortés powrócił, musiał stawić czoła atakowi Indian, postanowił wyprowadzić do atakujących Montezumę, aby ten powstrzymał napastników. To jednak się nie udało, a władca Azteków umarł raniony kamieniem w głowę przez jednego ze swoich poddanych. Wtedy Hiszpanie postanowili uciekać przez rzekę, gdyż wszystkie mosty zostały zburzone. Podczas ucieczki zginęła połowa armii Cortésa, zaś hiszpańscy jeńcy zostali złożeni w ofierze.
Cortés nie chciał jednak opuścić Meksyku, nakazał się wycofać na tereny Indian Tlaxcala, a potem z ich pomocą udać się do Tenochtitlán. Tydzień później musiał stawić czoła azteckiej armii pod Otumbą, której nie mogli ominąć. Pomimo ponad dwudziestokrotnej przewagi, Aztekowie nie odnieśli zwycięstwa, co było tym dziwniejsze, że konkwistadorzy mieli jedynie kolczugi i miecze. Hiszpanie zabili w tej bitwie kapłana-dowódcę, który miał być inkarnacją Cihuacoatla.
W Tiaxcala Cortes został powitany jak bohater, w lutym 1521 roku Cortes maszerował z sojusznikami na stolicę Azteków. Jego armia składała się z 1000 hiszpańskich żołnierzy i 20 tysięcy sprzymierzonych Indian, później armia powiększyła się aż do 100 tys.
Walki toczyły się od maja do sierpnia (stolica Azteków została zdobyta 13 sierpnia 1521), w mieście Koliba doszło do ciężkiej bitwy, w której zginęło wiele osób. Cortes starał się przystąpić do negocjacji, jednak Aztekowie odmawiali bez przerwy, w końcu wielka świątynia została zniszczona, nowy władca Cuauhtemoc dostał się do niewoli. Poprosił, aby Cortes go zabił, ale ten pochwalił jego odwagę i odmówił.
Przez wiele lat Cortés sprawował władzę w zdobytym imperium, które nazwał Nową Hiszpanią. Odbudował stolicę, nadając jej nazwę Meksyk (México), wznosił gmachy użytku publicznego i nieustannie wysyłał kolejne ekspedycje lądowe z zamiarem podbicia Ameryki Środkowej.
W 1524 r. Cortés wyruszył z nową ekspedycją do Hondurasu. Sukcesy i władza przysporzyły mu wielu wrogów, toteż Cortés w 1528 r. musiał się wybrać do Hiszpanii by przed królem Karolem V oczyścić się ze stawianych mu zarzutów. Mimo że król potwierdził jego prawa do stanowisk i posiadłości w Meksyku, zdecydował także o powołaniu wicekróla tamtych ziem, co nadało kres władzy politycznej Cortésa. Wówczas konkwistador przeniósł się do Cuernavaki, miasta w środkowym Meksyku, gdzie wybudował sobie wystawny pałac i stamtąd kierował eksploatacją swoich dominiów, zaprowadzając uprawę trzciny cukrowej i innych roślin z ziem Starego Kontynentu. Potem jeszcze raz udał się do Hiszpanii. W 1536 r. poprowadził wyprawę na zachodnie wybrzeża Meksyku i dotarł do Kalifornii, wziął udział w 1541 r. wyprawie na Algier. Zamieszkał w okolicach Sewilli, zmarł w swoim domu Castilleja de la Cuesta w 1547 r. Pozostawił po sobie bajeczne dziedzictwo, godność titulo Kastylii i arystokratyczne koligacje, które stały się inspiracją dla pokoleń konkwistadorów.
Z powodu złej opinii Cortésa o klerze świeckim (uważał, że ci duchowni dochody z dóbr ziemskich wydawali na zachcianki i wystawne uczty) chrystianizacji Meksyku miały dokonać zakony żebracze.

## Życie prywatne
Cortés był żonaty dwukrotnie. Po śmierci Cataliny Xuarez i powrocie z Meksyku ożenił się z Juaną de Zuñiga, z którą miał syna Martina oraz córki Marię i Juanę (pierwsze małżeństwo było bezdzietne).
Utrzymywał też związki nieformalne z kobietami. Jego kochanką była m.in. indiańska tłumaczka Malintzin, znana też jako Malinche lub Doña Marina. Owocem ich związku był syn, również o imieniu Martin. Cortés miał też córkę Leonor, której matką była Tecuichpo Ixcaxochitzin (znana też jako Doña Isabel), córka Montezumy II.

## Ocena postaci
Postać Hernána Cortésa jest oceniana skrajnie rozbieżnie. Niezaprzeczalnym motywem ówczesnych działań było dążenie konkwistadorów do sławy oraz gromadzenia prywatnego bogactwa. Stąd też trudno ocenić wiarygodność źródeł historycznych, jakimi są głównie relacje samych uczestników wypraw, którzy za wszelką cenę starali się podkreślić własne zasługi, celowo pomijając fakty mniej im przychylne – tylko dlatego, aby zdobyć dodatkowe tytuły oraz przywileje od króla.
Wokół postaci Cortésa krąży więc bardzo wiele legend. Jego rzekomy podbój Meksyku z garstką ludzi jest uważany za przykład geniuszu strategicznego; nie wnosił on jednak nic nowego, tylko powielał dobrze sprawdzony schemat działania większości konkwistadorów, polegający na skłóceniu i podboju miejscowej ludności. W listach do króla często pomijana jest rola militarna indiańskich plemion wspomagających hiszpańskich zdobywców w marszu na Tenochtitlan, mimo iż towarzyszyły one Cortésowi jako wielotysięczny główny trzon armii – w pełni świadome własnych interesów. Według kultury azteckiej Montezuma II okazując Cortésowi życzliwość po jego przybyciu, starał się podkreślić jedynie swoją wyższość i dominację.
Bartolomé de Las Casas, dominikański duchowny, który spędził dużą część swojego życia w Nowym Świecie, był jednoznacznym krytykiem metod stosowanych przez hiszpańskich kolonizatorów. W swoim dziele Krótka relacja o wyniszczeniu Indian (hiszp. Brevísima relación de la destrucción de las Indias) opublikowanym w 1552 roku, oskarża Hernana Cortesa i jego popleczników o okrucieństwo i zbrodnie o charakterze odpowiadającym dzisiejszej definicji czystek etnicznych.